# کانو ایتوکو
کانو ایتُوکو (به ژاپنی: 狩野 永徳 Kanō Eitoku)، نقاش درباری ژاپنی متعلق به سدهٔ ۱۶ میلادی بود. 

## نگارخانه

پاراوان تاشوی درختان سرو
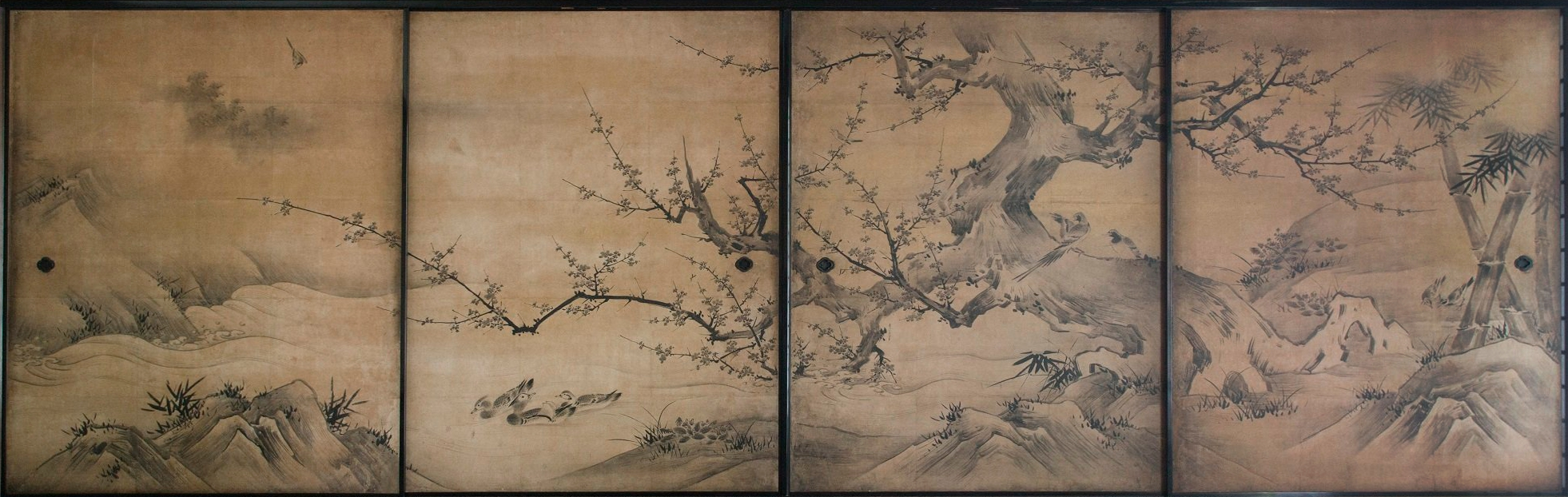
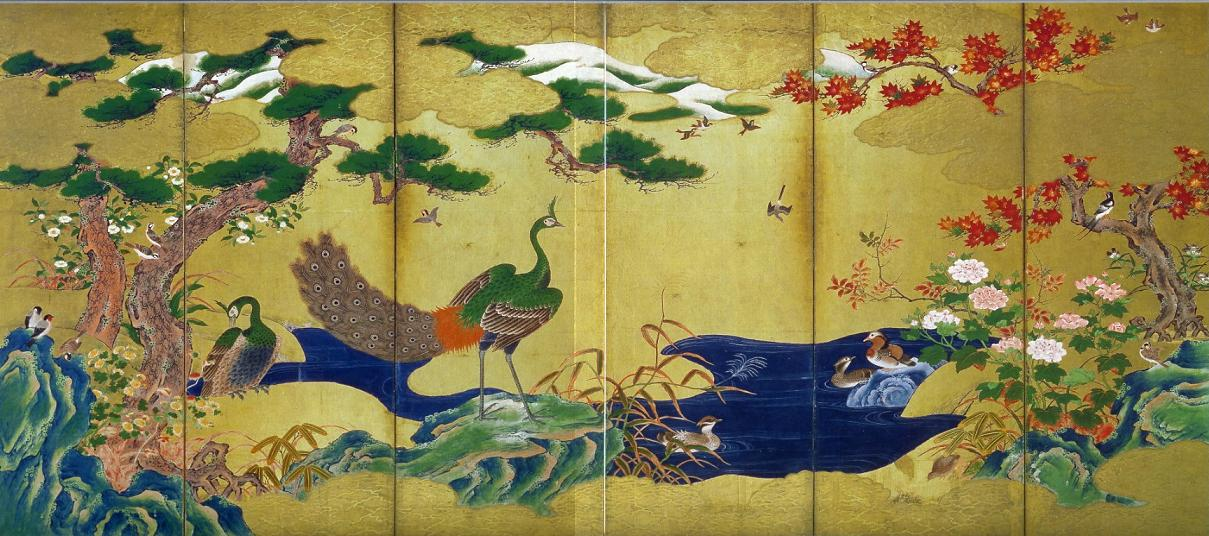
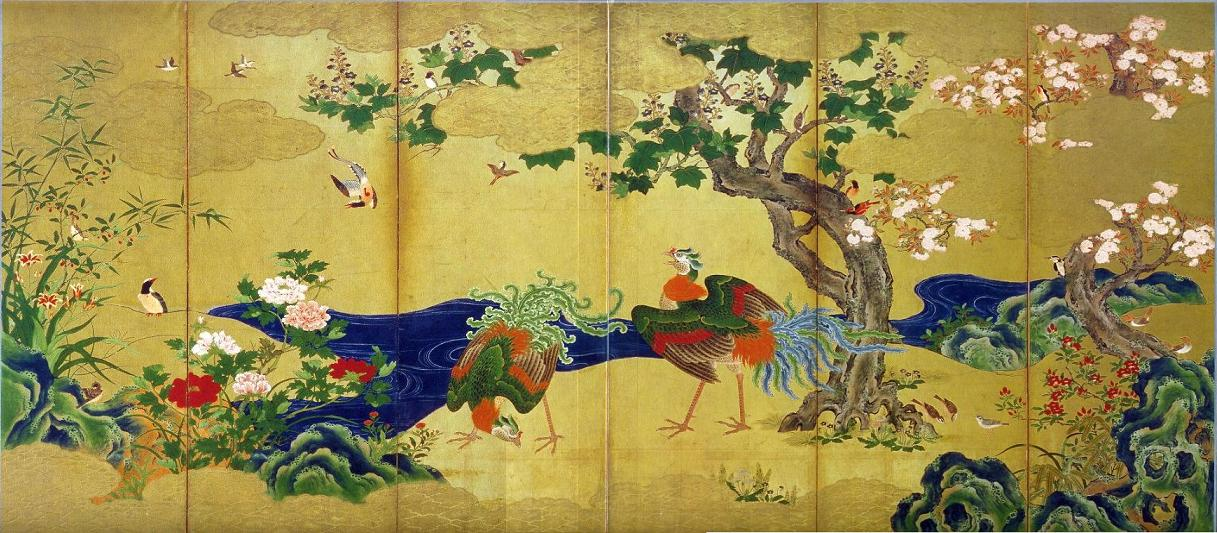
سدهٔ ۱۶ م.
موزه ملی توکیو